# NBA All-Star Game 2016
Le NBA All-Star Game 2016 est la 65e édition du NBA All-Star Game. Il se déroule le 14 février 2016 à l'Air Canada Centre à Toronto, siège des Raptors. C'est la première fois que le All-Star Game se joue dans un autre pays que les États-Unis,.

## All-Star Game

### Les entraîneurs
| |  |  |
| Tyronn Lue (à gauche) et Gregg Popovich (à droite) ont été sélectionnés comme entraîneurs respectifs de l'Est et de l'Ouest. |  |  |

Tyronn Lue l'entraîneur des Cavaliers de Cleveland et Gregg Popovich celui des Spurs de San Antonio ont été nommés entraîneurs respectifs des conférences Est et Ouest. À noter que David Blatt, ancien entraîneur des Cavaliers de Cleveland, avait été nommé pour coacher l'Est lors de ce All-Star Game mais à la suite de son limogeage par sa direction, c'est Tyronn Lue, entraîneur par intérim de la franchise de Cleveland, qui assurera cette fonction.

### Joueurs
| Pos.                                             | Joueur          | Équipe                 | Participation | Nombre de votes |
| Titulaires                                       | Titulaires      | Titulaires             | Titulaires    | Titulaires      |
| ------------------------------------------------ | --------------- | ---------------------- | ------------- | --------------- |
| G                                                | Dwyane Wade     | Heat de Miami          | 12e           | 941 466         |
| G                                                | Kyle Lowry      | Raptors de Toronto     | 2e            | 805 290         |
| F                                                | LeBron James    | Cavaliers de Cleveland | 12e           | 1 089 206       |
| F                                                | Paul George     | Pacers de l'Indiana    | 3e            | 711 595         |
| F                                                | Carmelo Anthony | Knicks de New York     | 9e            | 567 348         |
| Remplaçants                                      |                 |                        |               |                 |
| F/C                                              | Chris Bosh ²    | Heat de Miami          | 11e           | —               |
| G                                                | John Wall       | Wizards de Washington  | 3e            | —               |
| F                                                | Paul Millsap    | Hawks d'Atlanta        | 3e            | —               |
| G                                                | Jimmy Butler ¹  | Bulls de Chicago       | 2e            | —               |
| G                                                | DeMar DeRozan   | Raptors de Toronto     | 2e            | —               |
| C                                                | Andre Drummond  | Pistons de Détroit     | 1re           | —               |
| G                                                | Isaiah Thomas   | Celtics de Boston      | 1re           | —               |
| F/C                                              | Pau Gasol *     | Bulls de Chicago       | 6e            | —               |
| F/C                                              | Al Horford **   | Hawks d'Atlanta        | 4e            | —               |
| Entraîneur : Tyronn Lue (Cavaliers de Cleveland) |                 |                        |               |                 |

| Pos.                                               | Joueur            | Équipe                          | Participation | Nombre de votes |
| Titulaires                                         | Titulaires        | Titulaires                      | Titulaires    | Titulaires      |
| -------------------------------------------------- | ----------------- | ------------------------------- | ------------- | --------------- |
| G                                                  | Stephen Curry     | Golden State Warriors           | 3e            | 1 604 325       |
| G                                                  | Russell Westbrook | Thunder d'Oklahoma City         | 5e            | 772 009         |
| F                                                  | Kobe Bryant       | Lakers de Los Angeles           | 18e           | 1 891 614       |
| F                                                  | Kevin Durant      | Thunder d'Oklahoma City         | 7e            | 980 787         |
| F                                                  | Kawhi Leonard     | Spurs de San Antonio            | 1re           | 782 339         |
| Remplaçants                                        |                   |                                 |               |                 |
| G                                                  | Chris Paul        | Clippers de Los Angeles         | 9e            | —               |
| F/C                                                | LaMarcus Aldridge | Spurs de San Antonio            | 5e            | —               |
| G                                                  | James Harden      | Rockets de Houston              | 4e            | —               |
| F/C                                                | Anthony Davis     | Pelicans de La Nouvelle-Orléans | 3e            | —               |
| C                                                  | DeMarcus Cousins  | Kings de Sacramento             | 2e            | —               |
| G                                                  | Klay Thompson     | Warriors de Golden State        | 2e            | —               |
| F                                                  | Draymond Green    | Warriors de Golden State        | 1re           | —               |
| Entraîneur : Gregg Popovich (Spurs de San Antonio) |                   |                                 |               |                 |

¹ Jimmy Butler déclare forfait pour le All-Star Game à cause d'une blessure au genou.
² Chris Bosh déclare forfait pour le All-Star Game à cause d'une blessure au mollet.
* Pau Gasol est désigné pour remplacer Jimmy Butler.
** Al Horford est désigné pour remplacer Chris Bosh
Pour la première fois depuis l'édition 2000, le match ne comprenait aucun joueur étranger, témoignant du fait que les États-Unis ont repris la supériorité sur le basket mondial, comme l'a illustré la démonstration des Américains lors du Mondial 2014, avec Stephen Curry, James Harden, Kyrie Irving malgré alors plusieurs forfaits, avant que Pau Gasol ne soit invite à la faveur du forfait de Jimmy Butler.

### Est vs. Ouest
| 14 février 2016 20:30 EDT | (en) Boxscore | Est 173, Ouest 196                                 | Est 173, Ouest 196       | Est 173, Ouest 196                                     |  | Air Canada Centre, Toronto Affluence : 18 298 Arbitres : Matt Boland Zach Zarba Dan Crawford | TNT beIN Sports |
| 14 février 2016 20:30 EDT | (en) Boxscore | Score par quart-temps : 40–43, 52–47, 53–46, 51–37 |                          |                                                        |  | Air Canada Centre, Toronto Affluence : 18 298 Arbitres : Matt Boland Zach Zarba Dan Crawford | TNT beIN Sports |
| 14 février 2016 20:30 EDT | (en) Boxscore | Score par mi-temps : 90-92, 83-104                 |                          |                                                        |  | Air Canada Centre, Toronto Affluence : 18 298 Arbitres : Matt Boland Zach Zarba Dan Crawford | TNT beIN Sports |
| 14 février 2016 20:30 EDT | (en) Boxscore | Paul George 41 Andre Drummond 13 Kyle Lowry 10     | Points Rebonds Passes d. | Russell Westbrook 31 Russell Westbrook 8 Chris Paul 16 |  | Air Canada Centre, Toronto Affluence : 18 298 Arbitres : Matt Boland Zach Zarba Dan Crawford | TNT beIN Sports |

MVP : Russell Westbrook

## Le All-star week-end
Cette année, le Shooting Stars est supprimé du All-Star Weekend.

### Celebrity Game
| Joueur                                                         | Métier                              |
| -------------------------------------------------------------- | ----------------------------------- |
| Anthony Anderson                                               | Acteur                              |
| Chauncey Billups                                               | Légende NBA                         |
| Muggsy Bogues                                                  | Légende NBA                         |
| Nick Cannon                                                    | Animateur télé/Acteur               |
| Elena Delle Donne                                              | Superstar WNBA                      |
| O'Shea Jackson Jr.                                             | Acteur/Fils d'Ice Cube              |
| Terrence Jenkins                                               | Animateur télé/Acteur               |
| Marc Lasry                                                     | Propriétaire des Bucks de Milwaukee |
| Joel David Moore                                               | Acteur                              |
| Jason Sudeikis                                                 | Acteur/Producteur                   |
| Entraîneur : Kevin Hart (Acteur)                               |                                     |
| Assistant : Becky Hammon (Assistante des Spurs de San Antonio) |                                     |
| Assistant : Isaiah Thomas (Joueur des Celtics de Boston)       |                                     |
| Assistant : Andre Drummond (Joueur des Pistons de Détroit)     |                                     |

| Joueur                                                    | Métier                          |
| --------------------------------------------------------- | ------------------------------- |
| Eugenie Bouchard                                          | Joueuse de tennis professionnel |
| Win Butler                                                | Chanteur                        |
| Tom Cavanagh                                              | Acteur                          |
| Rick Fox                                                  | Consultant et ancien joueur NBA |
| Stephan James                                             | Acteur                          |
| Tracy McGrady                                             | Légende NBA                     |
| Milos Raonic                                              | Joueur de tennis professionnel  |
| Drew Scott                                                | Présentateur télé               |
| Johnathan Scott                                           | Présentateur télé               |
| Tammy Sutton-Brown                                        | Ancienne joueuse WNBA           |
| Kris Wu                                                   | Acteur/Chanteur                 |
| Entraîneur : Drake (Rappeur)                              |                                 |
| Assistant : Steve Nash (légende NBA)                      |                                 |
| Assistant : José Bautista (MLB All-Star)                  |                                 |
| Assistant : DeMar DeRozan (Joueur des Raptors de Toronto) |                                 |

| 12 février 2016 19:00 EDT | (en) Boxscore (en) Recap | USA Team 64, Canada Team 74                         | USA Team 64, Canada Team 74 | USA Team 64, Canada Team 74                         |  | Ricoh Coliseum, Toronto, Ontario Affluence : 5 800 Arbitres : Aaron Smith J.B. DeRosa Jaston Carter | ESPN |
| 12 février 2016 19:00 EDT | (en) Boxscore (en) Recap | Score par quart-temps : 15–20, 13–17, 18–16, 18–21  |                             |                                                     |  | Ricoh Coliseum, Toronto, Ontario Affluence : 5 800 Arbitres : Aaron Smith J.B. DeRosa Jaston Carter | ESPN |
| 12 février 2016 19:00 EDT | (en) Boxscore (en) Recap | Score par mi-temps : 28-37, 36-37                   |                             |                                                     |  | Ricoh Coliseum, Toronto, Ontario Affluence : 5 800 Arbitres : Aaron Smith J.B. DeRosa Jaston Carter | ESPN |
| 12 février 2016 19:00 EDT | (en) Boxscore (en) Recap | Jason Sudeikis 14 Lasry, Moore 6 Chauncey Billups 6 | Points Rebonds Passes d.    | Tracy McGrady 18 Butler, McGrady 14 Tracy McGrady 7 |  | Ricoh Coliseum, Toronto, Ontario Affluence : 5 800 Arbitres : Aaron Smith J.B. DeRosa Jaston Carter | ESPN |

MVP : Win Butler

### BBVA Compass Rising Stars Challenge
| Poste                                            | Joueur             | Nat | Équipe                    | Rookie / Sophomore |
| ------------------------------------------------ | ------------------ | --- | ------------------------- | ------------------ |
| G                                                | Jordan Clarkson    |     | Lakers de Los Angeles     | Sophomore          |
| G                                                | Rodney Hood        |     | Jazz de l'Utah            | Sophomore          |
| G                                                | Zach LaVine        |     | Timberwolves du Minnesota | Sophomore          |
| F/C                                              | Nerlens Noel ²     |     | 76ers de Philadelphie     | Sophomore          |
| C                                                | Jahlil Okafor      |     | 76ers de Philadelphie     | Rookie             |
| F                                                | Jabari Parker      |     | Bucks de Milwaukee        | Sophomore          |
| G                                                | Elfrid Payton      |     | Magic d'Orlando           | Sophomore          |
| G                                                | D'Angelo Russell   |     | Lakers de Los Angeles     | Rookie             |
| G                                                | Marcus Smart       |     | Celtics de Boston         | Sophomore          |
| C                                                | Karl-Anthony Towns |     | Timberwolves du Minnesota | Rookie             |
| G                                                | Devin Booker **    |     | Suns de Phoenix           | Rookie             |
| Entraîneur : Larry Drew (Cavaliers de Cleveland) |                    |     |                           |                    |

| Poste                                              | Joueur             | Nat | Équipe                    | Rookie / Sophomore |
| -------------------------------------------------- | ------------------ | --- | ------------------------- | ------------------ |
| G/F                                                | Bojan Bogdanović   |     | Nets de Brooklyn          | Sophomore          |
| F/C                                                | Clint Capela       |     | Rockets de Houston        | Sophomore          |
| G/F                                                | Mario Hezonja      |     | Magic d'Orlando           | Rookie             |
| C                                                  | Nikola Jokić       |     | Nuggets de Denver         | Rookie             |
| F                                                  | Nikola Mirotić ¹   |     | Bulls de Chicago          | Sophomore          |
| G                                                  | Emmanuel Mudiay    |     | Nuggets de Denver         | Rookie             |
| G                                                  | Raul Neto          |     | Jazz de l'Utah            | Rookie             |
| F/C                                                | Kristaps Porziņģis |     | Knicks de New York        | Rookie             |
| F/C                                                | Dwight Powell      |     | Mavericks de Dallas       | Sophomore          |
| G/F                                                | Andrew Wiggins     |     | Timberwolves du Minnesota | Sophomore          |
| F                                                  | Trey Lyles *       |     | Jazz de l'Utah            | Rookie             |
| Entraîneur : Ettore Messina (Spurs de San Antonio) |                    |     |                           |                    |

### Team Monde vs. Team USA
| 12 février 2016 21:00 EDT | (en) Boxscore | Team Monde 154, Team USA 157                                               | Team Monde 154, Team USA 157 | Team Monde 154, Team USA 157                           |  | Air Canada Centre, Toronto, Ontario | TNT beIN Sports |
| 12 février 2016 21:00 EDT | (en) Boxscore | Score par mi-temps : 79-88, 75-69                                          |                              |                                                        |  | Air Canada Centre, Toronto, Ontario | TNT beIN Sports |
| 12 février 2016 21:00 EDT | (en) Boxscore | Kristaps Porziņģis, Emmanuel Mudiay 30 Dwight Powell 11 Emmanuel Mudiay 10 | Points Rebonds Passes d.     | Zach LaVine 30 Zach LaVine, Towns 7 D'Angelo Russell 7 |  | Air Canada Centre, Toronto, Ontario | TNT beIN Sports |

MVP : Zach LaVine
¹ Nikola Mirotić déclare forfait pour cause de blessure.
² Nerlens Noel déclare forfait pour cause de blessure.
* Trey Lyles remplace Nikola Mirotić blessé
** Devin Booker remplace Nerlens Noel blessé.

### Concours de dunk
Ce concours, considéré comme l'un des meilleurs de l'histoire de la NBA, voit gagner Zach Lavine, avec un carton plein (4x50 points) .
| Conférence | Joueur         | Équipe                    | Premier tour | Finale            |
| ---------- | -------------- | ------------------------- | ------------ | ----------------- |
| Ouest      | Zach LaVine    | Timberwolves du Minnesota | 99 (50+49)   | 200 (50+50+50+50) |
| Ouest      | Will Barton    | Nuggets de Denver         | 74 (44+30)   | -                 |
| Est        | Aaron Gordon   | Magic d'Orlando           | 94 (45+49)   | 197 (50+50+50+47) |
| Est        | Andre Drummond | Pistons de Détroit        | 75 (36+39)   | -                 |

### Concours de tirs à trois points
| Pos. | Joueur          | Équipe                    | taille         | Premier tour | Finale |
| ---- | --------------- | ------------------------- | -------------- | ------------ | ------ |
| G    | Devin Booker    | Suns de Phoenix           | 1,98 m (6′ 6″) | 20 points    | 16 pts |
| PG   | C.J. McCollum*  | Trail Blazers de Portland | 1,93 m (6' 4") | 14 points    | X      |
| PG   | Stephen Curry   | Warriors de Golden State  | 1,91 m (6′ 3″) | 21 points    | 23 pts |
| G    | James Harden    | Rockets de Houston        | 1,96 m (6′ 5″) | 20 points    | X      |
| G/F  | Kyle Lowry      | Raptors de Toronto        | 1,83 m (6′ 0″) | 15 points    | X      |
| SG   | Khris Middleton | Bucks de Milwaukee        | 2,01 m (6′ 7″) | 13 points    | X      |
| G    | J. J. Redick    | Clippers de Los Angeles   | 1,93 m (6′ 4″) | 20 points    | X      |
| G/F  | Klay Thompson   | Warriors de Golden State  | 2,01 m (6′ 7″) | 22 points    | 27 pts |

*Chris Bosh déclare forfait pour cause de blessure
C.J. McCollum remplace Chris Bosh blessé

### Taco Bell Skills Challenge
| Poste | Joueur             | Équipe                          | Taille          |
| ----- | ------------------ | ------------------------------- | --------------- |
| G     | Patrick Beverley ¹ | Rockets de Houston              | 1,85 m (6′ 1″)  |
| G     | Jordan Clarkson    | Lakers de Los Angeles           | 1,96 m (6′ 5″)  |
| G     | C.J. McCollum      | Trail Blazers de Portland       | 1,93 m (6′ 4″)  |
| G     | Isaiah Thomas      | Celtics de Boston               | 1,75 m (5′ 9″)  |
| C     | DeMarcus Cousins   | Kings de Sacramento             | 2,11 m (6′ 11″) |
| F/C   | Anthony Davis      | Pelicans de La Nouvelle-Orléans | 2,11 m (6′ 11″) |
| F     | Draymond Green     | Warriors de Golden State        | 2,01 m (6′ 7″)  |
| C     | Karl-Anthony Towns | Timberwolves du Minnesota       | 2,13 m (7′ 0″)  |
| G     | Emmanuel Mudiay *  | Nuggets de Denver               | 1,96 m (6′ 5″)  |

|  | Quarts de finale   | Quarts de finale   |                    |   | Demi-finales | Demi-finales |  |  | Finale | Finale |
|  | Quarts de finale   | Quarts de finale   |                    |   | Demi-finales | Demi-finales |  |  | Finale | Finale |
|  |                    |                    |                    |   |              |              |  |  |        |        |
|  |                    |                    |                    |   |              |              |  |  |        |        |
|  |                    |                    |                    |   |              |              |  |  |        |        |
|  | Jordan Clarkson    | L                  |                    |   |              |              |  |  |        |        |
|  | Jordan Clarkson    | L                  |                    |   |              |              |  |  |        |        |
|  | C.J. McCollum      | W                  |                    |   |              |              |  |  |        |        |
|  | C.J. McCollum      | W                  | C.J. McCollum      | L |              |              |  |  |        |        |
|  |                    |                    | C.J. McCollum      | L |              |              |  |  |        |        |
|  |                    | Isaiah Thomas      | W                  |   |              |              |  |  |        |        |
|  | Isaiah Thomas      | Isaiah Thomas      | W                  | W |              |              |  |  |        |        |
|  | Isaiah Thomas      |                    |                    | W |              |              |  |  |        |        |
|  | Emmanuel Mudiay    | L                  |                    |   |              |              |  |  |        |        |
|  | Emmanuel Mudiay    | L                  | Isaiah Thomas      | L |              |              |  |  |        |        |
|  |                    |                    | Isaiah Thomas      | L |              |              |  |  |        |        |
|  |                    | Karl-Anthony Towns | W                  |   |              |              |  |  |        |        |
|  | Draymond Green     | Karl-Anthony Towns | W                  | L |              |              |  |  |        |        |
|  | Draymond Green     |                    |                    | L |              |              |  |  |        |        |
|  | Karl-Anthony Towns | W                  |                    |   |              |              |  |  |        |        |
|  | Karl-Anthony Towns | W                  | Karl-Anthony Towns | W |              |              |  |  |        |        |
|  |                    |                    | Karl-Anthony Towns | W |              |              |  |  |        |        |
|  |                    | DeMarcus Cousins   | L                  |   |              |              |  |  |        |        |
|  | Anthony Davis      | DeMarcus Cousins   | L                  | L |              |              |  |  |        |        |
|  | Anthony Davis      |                    |                    | L |              |              |  |  |        |        |
|  | DeMarcus Cousins   | W                  |                    |   |              |              |  |  |        |        |
|  | DeMarcus Cousins   | W                  |                    |   |              |              |  |  |        |        |

¹ Patrick Beverley déclare forfait pour cause de blessure.
* Emmanuel Mudiay remplace Patrick Beverley blessé.